# Liepke Scheepstra
Liepke Scheepstra (Lioessens, 1 november 1918 – Amersfoort, 15 september 2002) was een Nederlands verzetsstrijder tijdens de Tweede Wereldoorlog. Voor zijn inspanningen tijdens de Tweede Wereldoorlog ontving hij de hoogste onderscheiding, de Militaire Willems-Orde.

## Levensloop

### Militair en onderduiker
Scheepstra groeide op op Schiermonnikoog. Voor de oorlog was hij dienstplichtig korporaal bij het Korps Politietroepen. Na de capitulatie werkte hij ruim een jaar als rijksveldwachter. Hij nam ontslag toen zijn kritische houding t.o.v. de bezetting te veel wrijving opleverde met zijn leidinggevenden. Eind 1941 trad hij als beveiligingsbeambte in dienst bij de AKU in Arnhem. Op 6 januari 1942 trouwde hij met Frouwke Elizabet Dijk (1917-2002). Na de April-mei-stakingen in 1943 dook hij met vrouw en kind onder omdat hij, als voormalig militair, weigerde zich te melden voor militair krijgsgevangenschap.

### Verzetswerk
Al voor zijn onderduik stond Scheepstra in contact met enkele medewerkers van de Landelijke Organisatie voor Hulp aan Onderduikers. Hij werd medeoprichter van de daar aan gelieerde Landelijke Knokploegen. Ondanks zijn leeftijd (24) kreeg hij daarin een leidende rol, mede doordat hij dankzij zijn militaire opleiding met wapens wist om te gaan en anderen daarover instrueren kon.
Door de Landelijke Organisatie voor hulp aan onderduikers (LO) werd hij aangesteld als leider van de Landelijke Knokploegen (LKP) voor de oostelijke helft van het land, naast Leendert Valstar, die het westelijke deel onder zijn hoede nam. Scheepstra gebruikte onder meer de schuilnamen Gijs, Gjalt en Jelt, maar werd het meest bekend als "Bob".
Hij gaf leiding aan de geslaagde overval op de Koepelgevangenis te Arnhem op 11 mei 1944, waarbij Frits de Zwerver en Henk Kruithof werden bevrijd. Bij deze en de volgende bevrijdingsactie op 11 juni 1944, schakelde hij onder andere de KP-Twente in die onder leiding stond van Johannes ter Horst en de KP Utrecht onder leiding van Rein van der Haar (schuilnaam "Frits"). Ook op 11 juni 1944, waarbij 54 politieke gevangenen werden bevrijd, had Scheepstra de leiding. Het was de grootste en meest succesvolle bevrijdingsactie uit de bezettingstijd. De daarbij opgedane ervaringen werden naderhand gedeeld met de Friese KP-leider Piet Oberman, ten behoeve van de overval op het Huis van Bewaring in Leeuwarden, op 8 december 1944.
Eind juni 1944 werd Scheepstra in Zeist opgemerkt door de provocateur Bert Brune. Scheepstra was daar met zijn vrouw naar toegegaan vanuit zijn toenmalig onderduikadres in Amersfoort, vanwege een afspraak met Annie Bremmer. Haar verloofde Rein van der Haar, leider van de KP-Utrecht, was gearresteerd en de ontmoeting had ten doel de mogelijkheid om hem te bevrijden te bespreken. Scheepstra ging daartoe met Annie Bremmer aan de wandel terwijl zijn vrouw op een terras achterbleef. Bij zijn terugkeer op het terras waarschuwde zij dat er intussen overal SD-ers rondliepen. Scheepstra maakte zich uit de voeten en wist te ontkomen, evenals Bremmer, maar zijn vrouw Frouwke werd aangehouden en overgebracht naar het politiebureau aan het Paardenveld in Utrecht. Zij kon een paar weken later met behulp van een politieman worden bevrijd toen ze, voor een daartoe gefingeerd "verhoor", vanuit het bureau voor verhoor naar de Sicherheitsdienst zou worden overgebracht.
In september 1944 werkte Scheepstra mee aan het samenvoegen van de LKP, de Ordedienst en de Raad van Verzet tot de Binnenlandse Strijdkrachten.

### Naoorlogse jaren
Na de oorlog zette Scheepstra zich in voor de belangen van nabestaanden, het vastleggen van de geschiedenis en het overbrengen van de beweegredenen voor het verzet op latere generaties.
Scheepstra werd op 1 oktober 1958 eervol uit militaire dienst ontslagen, en onderscheiden met de Militaire Willems-Orde, die hij pas na aandrang van koningin Wilhelmina accepteerde "plaatsvervangend voor al die anderen". De Britse koning verleende hem de King's Medal for Courage in the Cause of Freedom. Na zijn vertrek bij defensie begon hij een bedrijf dat koffiezetapparaten produceerde, waarbij het aanvankelijk vooral oud-verzetsmensen waren die hij in dienst nam.
Daarnaast bleef hij zich inzetten voor Stichting 1940-1945 en voor de LO-LKP Stichting, die naderhand werd omgezet in Stichting Herinnering LO-LKP. In het kader van de viering van "Vijftig jaar bevrijding" verleende hij, samen met een veertigtal andere oud-verzetsmensen, in het voorjaar van 1995 medewerking aan de productie van vijf radio- en een tv-documentaire, waarin zij hun motivatie voor deelname aan verzet en hun ervaringen uit de jaren 1940-1945 delen ten behoeve van jongere generaties.
Scheepstra overleed in Amersfoort en is begraven op Schiermonnikoog.